# Zoológico de Whipsnade

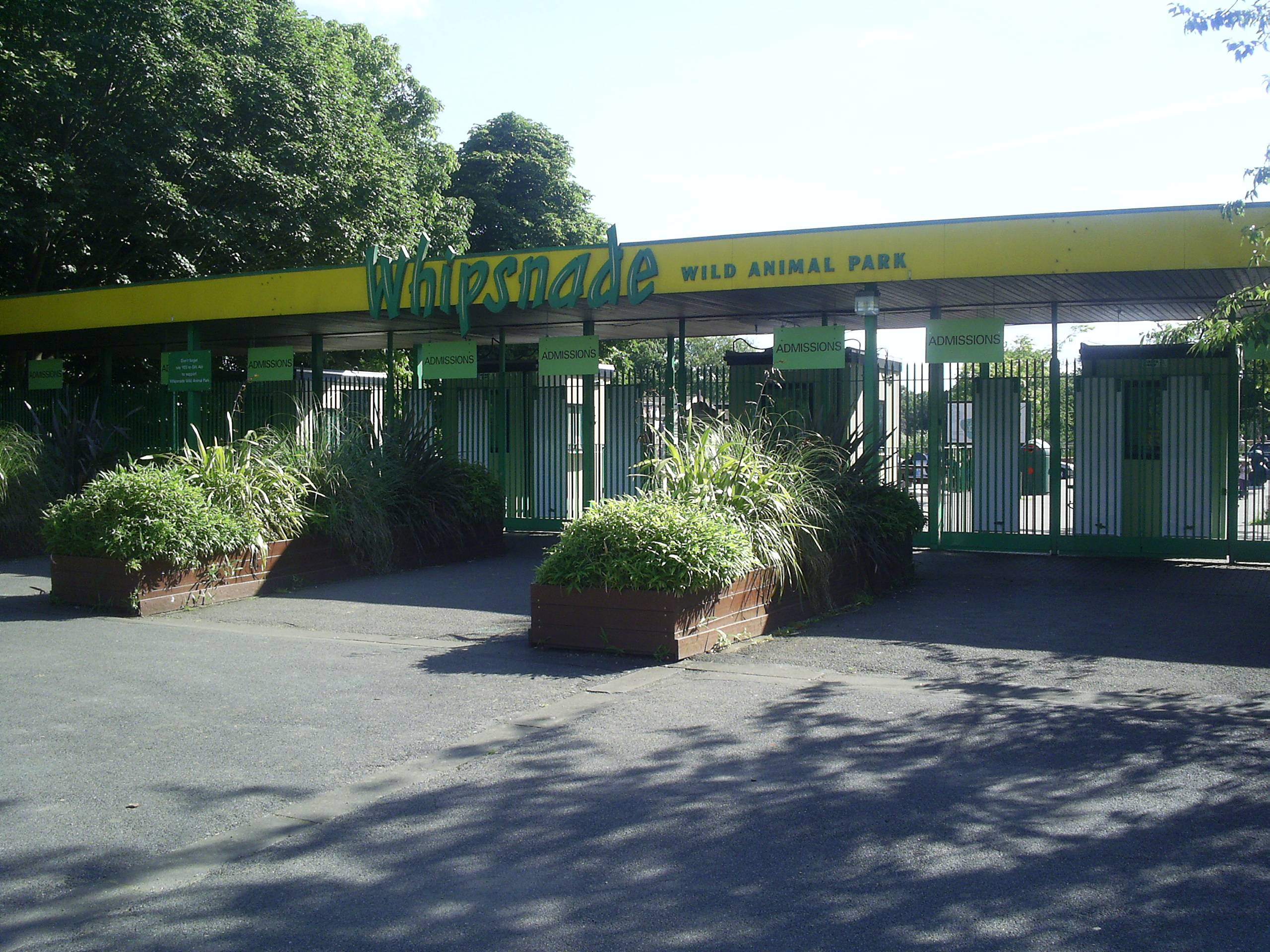
Entrada principal do Zoológico de Whipsnade

Zoológico de Whipsnade (ZSL Whipsnade Zoo, conhecido anteriormente como Whipsnade Wild Animal Park) é um zoológico e parque de safári localizado em Whipsnade, próximo a Dunstable em Bedfordshire, Inglaterra. Inaugurado em 1931, trata-se de um dos dois zoos (o outro sendo o Zoológico de Londres em Regent's Park, Londres) de propriedade da Sociedade Zoológica de Londres, uma instituição de caridade dedicada à preservação dos animais em seus habitats naturais.